# Kenansville
Kenansville è una città degli Stati Uniti d'America situata nella Carolina del Nord, nella Contea di Duplin, della quale è anche il capoluogo.